# Esteban Pongracz
San Esteban Pongracz (Transilvania, Rumania, 1582-Košice, Eslovaquia, 1619) fue un sacerdote jesuita y santo mártir.

## Biografía
Nació en el castillo de Alvincz (en rumano: Vinţu de Jos) en Transilvania. Siguió estudios en el colegio jesuita de Cluj (Rumania). Estudió el noviciado en Brno. Luego estudió filosofía en Praga y teología en Graz.
Fue nombrado prefecto de estudios y predicador en el Colegio de jesuitas de Humenne (hoy en Eslovaquia).
En 1619 el alcalde de Kosice pidió al rey Matías que enviara sacerdotes católicos. Acudieron los jesuitas Estaban Pongracz y Melchor Grodziecki y el canónigo Marcos Krizevcanin. Fueron detenidos el 3 de septiembre de 1619, y cruelmente torturados y ejecutados al no acceder a pasar a ser calvinistas el 7 de septiembre del mismo año. Sus restos y los de sus compañeros descansan en una pequeña urna en la Iglesia de Santa Ana en Trnava.
Fue beatificado el 15 de enero de 1905 por san Pío X y canonizado el 2 de julio de 1995 por el papa Juan Pablo II junto con san Melchor Grodziecki y Marcos Krizevcanin.
Su fiesta se celebra el 7 de septiembre.